# Мабан
Мабан (мабаан) — народ в державах Судан та Південний Судан, що проживає в прикордонній області штатів  Блакитний Ніл та Верхній Ніл. Відноситься до північних луо. Чисельність близько 100 тис. чоловік.
Мова  маба (інші назви: південний бурун, джумджум) належить до нілотської гілки  кір-аббайської сім'ї  східносуданської надсім'ї мов.
Живуть у поселеннях, що розташовані близько одне до одного. Основне заняття — скотарство.
Зовнішні дані типові для представників  негроїдів.
Більшість сповідує традиційні вірування (культ сил природи, культ предків), частина — мусульмани.
Разом з алур, ачолі, бурун, шиллук, ануак, джур, тури, бор колись складали сильне  так зване «божественне королівство», (divine kingdom), яке простягалося на північ аж до Хартума. Проте до V століття у н. е.. воно занепало.